# Prietenii mei elefanții
Prietenii mei elefanții (în hindi हाथी मेरे साथी, transliterat: Haathi Mere Saathi) este un film dramatic indian în limba hindi din 1971, regizat de M. A. Thirumugam⁠(d) după un scenariu scris de Salim–Javed⁠(d) și dialoguri scrise de Inder Raj Anand⁠(d). Filmul are un aspect disneyan cu răsturnări die situații specific indiene. Prietenii mei elefanții a fost filmul indian cu cele mai mari încasări ale anului 1971 și a fost lăudat, de asemenea, de critici. Rolurile principale sunt interpretate de Rajesh Khanna⁠(d) și Tanuja⁠(d). Prietenii mei elefanții a fost la vremea apariției sale cel mai de succes film indian produs în limba hindi de către un producător din India de Sud.

## Distribuție
- Rajesh Khanna⁠(d) — Raj „Raju” Kumar
- Tanuja⁠(d) — Tanu
- David Abraham Cheulkar⁠(d) — Johnny Chacha
- Sujit Kumar⁠(d) — Gangu
- K. N. Singh⁠(d) — Sarvan Kumar
- Madan Puri⁠(d) — Ratanlal
- Mehmood Junior⁠(d) — Chhote / Jhamurey
- Abhi Bhattacharya⁠(d) — dl Kumar
- Kumari Naaz⁠(d) — Paro
- Jayakumari⁠(d)
- Chinnappa Thevar⁠(d) — apariție cameo

## Coloana sonoră
| # | Titlu                                   | Cântăreț (cântăreață)          |
| - | --------------------------------------- | ------------------------------ |
| 1 | „Chal Chal Chal Mere Saathi”            | Kishore Kumar                  |
| 2 | „Dhak Dhak Kaise Chalti Hai Gaadi”      | Lata Mangeshkar, Kishore Kumar |
| 3 | „Duniya me rehna hai to kaam kar pyare” | Kishore Kumar                  |
| 4 | „Sunja Aa Thandi Hawa”                  | Lata Mangeshkar, Kishore Kumar |
| 5 | „Dilbar Jani Chali Hawa Mastani”        | Lata Mangeshkar, Kishore Kumar |
| 6 | „Nafrat Ki Duniya Ko Chhod Ke”          | Mohammed Rafi                  |